# Rhacocleis turcica
Rhacocleis turcica is een rechtvleugelig insect uit de familie sabelsprinkhanen (Tettigoniidae). De wetenschappelijke naam van deze soort werd voor het eerst geldig gepubliceerd in 1930 door Boris Petrovich Uvarov.